# Sibine lophostigma
Sibine lophostigma är en fjärilsart som beskrevs av Paul Dognin 1910. Sibine lophostigma ingår i släktet Sibine och familjen snigelspinnare. Inga underarter finns listade i Catalogue of Life.